# S-310
S-310 е средно голяма японска експериментална ракета, предназначена да носи различни видове товари. Тя е едностепенна и има диаметър 310 мм. Таванът на полета ѝ е 200 км. Общата ѝ маса при излитане е 700 кг. Предшествениците ѝ S-300 и S-210 са били паралелно разработвани за наблюдения в Антарктика.